# Jeune et Jolie
Jeune et Jolie é um filme de drama de quatro temporadas de sexualidade adolescente francês de 2013 dirigido por François Ozon e produzido por Éric e Nicolas Altmayer. O filme estrela Marine Vacth como uma desenfreada fotogênica irrestrita menina no papel principal de Isabelle, uma prostituta adolescente, e apresenta performances de apoio por Charlotte Rampling, Johan Leysen, Géraldine Pailhas, e Frédéric Pierrot. O filme foi nomeado para a Palma de Ouro no Festival de Cannes 2013, e recebeu elogios dos críticos de filmes. Isso foi exibido no Festival de Filme de Toronto 2013.

## Enredo
Isabelle está em férias de verão com sua família no sul da França. O filme abre com uma cena de voyeurismo quando o jovem irmão de Isabelle, Victor usa binóculos de um penhasco para observar sua irmã bronzeando de topless em uma praia. Ela então decide ter sexo pela primeira vez com um menino alemão nomeado Felix, mas a experiência deixa ela fria.
Pelo outono, ela está explorando sua sexualidade amplamente trabalhando como uma prostituta em hotéis de alta classe sob o nome Lea. Isabelle configura um website e usa um dedicado telefone para arranjar encontros com clientes. Entre clientes de Isabelle está um homem de 63 anos nomeado Georges (Johan Leysen). Durante seu encontro final com Georges, Isabelle está satisfazendo ele na posição cowgirl quando ele morre de ataque do coração. Isabelle em vão tenta salvar ele administrando ressuscitação boca-a-boca e CPR, e então ela tropeça, ferindo sua testa. Ela então deixa o quarto e abandona a prostituição. Quando os detetives da polícia investigam a morte de seu cliente, eles rastreiam Isabelle e revelam sua vida secreta para sua mãe, Sylvie, por informar ela que sua filha está levando uma vida dupla como Lea e Isabelle. Após saber que sua filha é uma prostituta, Sylvie voa em uma fúria e repetidamente bate em Isabelle como ela jaz no sofá. Sylvia então arrasta Isabelle para ver um doutor (Serge Hefez).
Após Isabelle abandonar a prostituição ela retorna para viver uma vida adolescente normal. Ela vai para uma festa onde ela fala para um menino nomeado Alex, quem ela eventualmente começa namorar. Uma vez que eles começam a ter sexo, ela é uma vez novamente deixada fria em qual ela termina seu relacionamento. Seu impulso sexual leva ela de volta na prostituição. Viúva de Georges, Alice (Charlotte Rampling), pega o número de telefone de Isabelle do livro de endereços de seu falecido marido, e descobre que Isabelle estava com ele quando ele morreu. Ela posa como um cliente e arranja para encontrar com Isabelle no salão do hotel. Quando se encontram, Alice conta para Isabelle que ela é a viúva de Georges. Ela tem um comportamento muito agradável como elas falam sobre ele e retornam para o Quarto 6095, onde ele e Isabelle tiveram seus encontros. Alice diz que morrer enquanto fazer amor é uma bela morte e pede para Isabelle deitar com ela na cama, e começa acariciar o rosto de Isabelle. O filme termina com Isabele acordando para descobrir que Alice saiu.

## Elenco
- Marine Vacth como Isabelle
- Charlotte Rampling como Alice, viúva de Georges
- Johan Leysen como Georges Ferriere, cliente mais velho de Isabelle
- Frédéric Pierrot como Patrick, padrasto de Isabelle
- Géraldine Pailhas como Sylvie, mãe de Isabelle
- Nathalie Richard como Véro
- Akéla Sari como Mouna
- Lucas Prisor como Felix, turista alemão
- Fantin Ravat como Victor, irmão de Isabelle
- Laurent Delbecque como Alex
- Carole Franck como O Policial

## Recepção

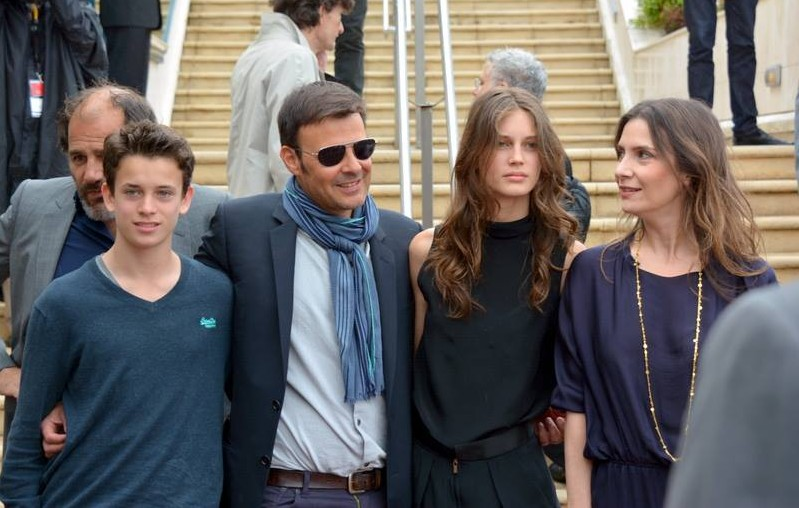
François Ozon (segundo da esquerda) com Fantin Ravat, Marine Vacth, e Géraldine Pailhas no Festival de Cannes 2013. Frédéric Pierrot pode ser visto atrás de Ravat.

Com sua estreia no Festival de Filme de Cannes 2013, Jovem e Bela recebeu aclamação crítica. David Rooney do The Hollywood Reporter elogiou o papel principal de Vacth e predisse que o filme seria "aterrissar ela maior exposição no radar de elenco." Enquanto desenhando comparações para o filme de Ozon de 2012, Na Casa, Rooney escreve, "Ao contrário daquele brincalhão quase-thriller Hitchcockiano, Jovem e Bela é tanto carnal e mais sóbrio, sugerindo o perigo e fragilidade inerente na central experimentação da personagem enquanto mantendo a dramática intensidade subjugada." Leslie Felperin da Variety notou que o filme foi "um sutil, emocionalmente temperado estudo de uma precoce juventude" e adicionou que "sua elegante execução irá ganhar quente consideração [e o] assunto deve atrair audiências em casas de arte em todo o mundo."
Derek Malcolm do London Evening Standard escreve que Ozon foi bem sucedido em "dirigir a magra e marcante Vacth através de uma série de cenas de sexo, e também mostrando como a menina não sabe realmente o que está fazendo mesmo quando bem experiente na arte da sedução." Enquanto sendo apreciativo do filme como um todo, Peter Bradshaw do The Guardian notou que o filme foi uma "luxuriosa fantasia do florescimento de uma jovem menina: uma muito francesa e muito masculina, como o episódio piloto da mais classista novela do mundo."
Rotten Tomatoes deu ao filme uma pontuação de 77% baseado em revisões de 35 críticos.

## Prêmios e indicações
| Prêmios                                           | Prêmios                   | Prêmios                | Prêmios   | Prêmios |
| Prêmio / Festival de Filme                        | Categoria                 | Recipientes e nomeados | Resultado |         |
| ------------------------------------------------- | ------------------------- | ---------------------- | --------- | ------- |
| Festival de Filme de Cannes                       | Palma de Ouro             | François Ozon          | Indicado  |         |
| Festival Internacional de Cinema de San Sebastián | Prêmio TVE Otra Mirada    | François Ozon          | Venceu    |         |
| Condor de Prata                                   | Melhor Filme Não Espanhol | François Ozon          | Indicado  |         |